# نئوجفریا
نئوجِفریا (یا نئواِفریا) یک سرده از گیاهان گلدار مالاگاسی در خانواده گل مینا است.
گونه‌ها
تاکنون تنها یک گونه شناخته شده است؛ نئوجفریا دیکارنس (Neojeffreya decurrens)، بومی ماداگاسکار است.